# When the World Is Running Down, You Make the Best of What's Still Around
«When the World Is Running Down, You Make the Best of What's Still Around» es una canción interpretada por la banda británica The Police. Fue publicada el 3 de octubre de 1980 como la tercera canción de su tercer álbum de estudio Zenyattà Mondatta.

## Recepción de la crítica
El autor Chris Welch elogió la sección rítmica de Sting y Stewart Copeland en la canción, particularmente la forma en que siguen la corriente y el ritmo con facilidad. El crítico de Sounds, Phil Sutcliffe, comentó sobre su “expresión de melancolía”, y señaló que mantiene un tono seco y contenido que es capaz de proyectar tristeza sin ser demasiado demostrativo. El crítico de la revista RAM, Greg Taylor, critica la letra por no hacer “nada con su mensaje potencialmente político”, pero elogia la música, en particular los acordes de guitarra de “resonancia larga” de Andy Summers. El crítico de Mojo, John Harris, lo considera como uno de varios atascos sin forma en el álbum, quejándose de que “se desvanece al azar como si el simple aburrimiento finalmente ganara”. Mike Duquette lo llamó un “corte de drone de baile delirante” con una “línea de bajo que sacude el culo”.

## Remezcla de Different Gear
A principios de 2000, una versión remix pirata de 12 pulgadas de «When the World Is Running Down, You Make the Best of What's Still Around» comenzó a circular en clubes nocturnos prominentes, interpretada por disc jockeys como Pete Tong, David Morales y Terry Farley. Al principio no se sabía quién era el responsable de la remezcla, pero resultó ser Gino Scaletti y Quinn Whalley, también conocidos como Different Gear. Pagan Records finalmente obtuvo el permiso del sello de The Police, A&M Records, para publicar la remezcla comercialmente. La nueva versión fue acreditada a Different Gear vs. the Police y alcanzó el puesto #28 en la lista de sencillos del Reino Unido. En la lista Billboard Dance Club Songs de los Estados Unidos, el remix llegó al número 7. Esta versión se incluyó en la banda sonora de la película Red Planet (2000).

## Créditos y personal
Créditos adaptados desde las notas de álbum de Zenyattà Mondatta.
The Police
- Sting – voz principal y coros, guitarra bajo, sintetizador
- Andy Summers – guitarra, coros
- Stewart Copeland – batería, coros

Personal técnico
- Nigel Gray – productor, ingeniero de audio
- The Police – productor
- Marv Bornstein – masterización
- Frank DeLuna – masterización

## Posicionamiento

### Versión original
| Gráfica (1981)                                     | Pico de posición |
| -------------------------------------------------- | ---------------- |
| Estados Unidos (Billboard Mainstream Rock Airplay) | 3                |

### Remezcla de Different Gear
| Gráfica (2000)                                     | Pico de posición |
| -------------------------------------------------- | ---------------- |
| Escocia (Scottish Singles Chart)                   | 28               |
| Estados Unidos (Billboard Mainstream Rock Airplay) | 7                |
| Europa (European Hot 100 Singles)                  | 93               |
| Países Bajos (Single Top 100)                      | 94               |
| Reino Unido (UK Singles Chart)                     | 28               |
| Reino Unido (UK Dance Singles Chart)               | 3                |
| Reino Unido (UK Independent Singles Chart)         | 5                |